# Nagycsécs
Nagycsécs là một thị trấn thuộc hạt Borsod-Abaúj-Zemplén, Hungary. Thị trấn này có diện tích 9,83 km², dân số năm 2010 là 842 người, mật độ 86 người/km².